# Svenska PEN
Svenska PEN är en svensk ideell organisation för skribenter, grundade 1922. Den engagerar sig i frågor om det fria ordet i Sverige och internationellt.

## Historik
Organisationen startades 1922 som ett av PEN-organisationens äldsta center, och var då främst en sällskapsförening för författare, därav den äldre beteckningen "klubb". Kvinnliga författare kom in som medlemmar efter några år, 1925, med Marika Stiernstedt och Elin Wägner. Fram till andra världskriget var organisationen huvudsakligen opolitisk. Från sent fyrtiotal och framåt förändrades organisationen mot att arbeta med yttrandefrihetsfrågor och internationell solidaritet.
1991 skakades Svenska PEN av en strid då medlemmar krävde att organisationen skulle fördöma massakern på Himmelska fridens torg i Kina, medan medlemmarna Jan Myrdal och Gun Kessle röstade emot. Krav restes då på att de skulle uteslutas, men detta krav röstades inte igenom på en röst när. Turkiska PEN fördömde 1997 svenska PEN för "förföljelse av intellektuella" i ett brev till stöd för Myrdal och Kessle. Myrdal anklagade svenska PEN för att vara styrd av CIA. 2017 anklagade Myrdal också svenska PEN för att vara tysta när den indiska författaren Varavara Rao fängslades.

## Verksamhet
Svenska PEN deltar i internationella PEN:s verksamhet och arbetar med informationsutbyte om fängslade författares aktuella belägenhet. Den publicerar också sedan 2011 den internationella webbtidskriften "Dissidentbloggen" som sedermera bytte namn till PEN/Opp.
Organisationen delar årligen ut Bernspriset och har sedan 1985 årligen utdelat Tucholskypriset till minne av Kurt Tucholsky till en förtjänt författare som lever i exil eller under hot i sitt land som en följd av sitt litterära arbete, Priset innebär en möjlighet för att under en period arbeta i lugn och ro i Sverige. 
Den samarbetar också nära med International Cities of Refuge Network (ICORN), som hjälper förföljda författare till en fristad, genom att en kommun inrättar ett stipendium. Det fanns i mars 2013 fyrtio sådana fristäder i världen, varav sex i Sverige.
Organisationen har ungefär 1000 medlemmar och anordnar sex till tio sammankomster varje år med föredrag och diskussioner eller möten med utländska författarkollegor. Ordförande är Kerstin Almegård.

## Ordförande (urval)
| Ordförande | Årtal                      |
| ---------- | -------------------------- |
| 1922–1936  | Anders Österling           |
| 1937–1943  | Gustaf Hellström           |
| 1944-53    | Prins Vilhelm              |
| 1954-57    | Erik Hjalmar Linder        |
| 1958-67    | Johannes Edfelt            |
| 1967–1978  | Per Wästberg               |
| 1978–1987  | Thomas von Vegesack        |
| 1987-90    | Agneta Pleijel             |
| 1990-94    | Gabi Gleichmann            |
| 1995       | Theodor Kallifatides       |
| 1995–2001  | Monica Nagler Wittgenstein |
| 2001–2002  | Arne Ruth                  |
| 2002–2005  | Ljiljana Dufgran           |
| 2005–2009  | Björn Linnell              |
| 2009–2017  | Ola Larsmo                 |
| 2017–2018  | Elisabeth Åsbrink          |
| 2018–2023  | Jesper Bengtsson           |
| 2023–      | Kerstin Almegård           |